# Tōshirō Hitsugaya
Tōshirō Hitsugaya (日番谷 冬獅郎 Hitsugaya Tōshirō?) es un personaje del anime y manga Bleach, de Kubo Tite. Es el Capitán de la Décima División de la Sociedad de Almas. Tiene como Teniente a Rangiku Matsumoto.

## Perfil
Hitsugaya, niño prodigio. No solo tiene el mérito de ser un shinigami, sino que es el capitán de la décima división de los shinigami, habiéndolo logrado en tiempo récord. Su apariencia es la de un chico de 10 o 12 años, siendo fácilmente confundido por un niño de primaria, a pesar de tener más de 30 años, de estatura baja, pelo blanco y de punta con pequeño fleco al lado izquierdo y de ojos color turquesa.
Su haori de Capitán es simple y no ha sido modificado por él, destaca por llevar su Zanpakutô a la espalda sujeta por una cinta(una cadena más tarde), otra de las características bastante llamativa de su Zanpakutô es que tiene una estrella en la empuñadura.
A pesar de su apariencia Hitsugaya es maduro, extremadamente serio , responsable, justo, cascarrabias y muy astuto. Es el primero en dar muestras de sus sospechas sobre el Capitán de la tercera división Gin Ichimaru.
Momo Hinamori es la persona más importante que Hitsugaya tiene, son amigos desde la infancia y vivían juntos en el Rukongai ". Por ella no duda en sacrificar su vida si es necesario.

## Historia

### Pasado
Hitsugaya vivía en el primer distrito del Rukongai en compañía de una anciana a la que llamaba "abuela", el día que su amiga y vecina Hinamori se va a la academia de shinigamis, Hitsugaya va junto a su abuela a despedirla con un fingido carácter frío. El joven tiene sueños recurrentes con un desierto helado, con una voz que le llama...algo que no sabe identificar. Por su carácter frío, su pelo plateado y sus ojos hacen que la gente le tema y desconfíe de él, excepto Hinamori y su abuela.
Cinco años después Hinamori se ve más cambiada y lo visita un poco menos, su abuela ha envejecido y adelgazado pero Hitsugaya no ha crecido ni un poco. Un día este se dirige a comprar alubias dulces, el tendero le da su cambio mal y es entonces cuando una shinigami lo defiende aun en contra de la voluntad de Hitsugaya, esta shinigami es Rangiku Matsumoto de aspecto más jovial y pelo corto. Ambos discuten y el joven se va. Esa misma noche Hitsugaya vuelve a tener los sueños sobre un desierto helado en los que un imponente dragón de hielo le habla diciéndole mi nombré es , aunque no puede escucharlo. Cuando Hitsugaya despierta, Matsumoto está frente a él y le recomienda hacerse shinigami o su descontrolado poder matará a su abuela, quien tiembla del frío. Hitsugaya recibe la bendición de su abuela y decide hacerse shinigami para controlar su poder.
Poco a poco fue esforzándose y demostrando ser un niño prodigio al convertirse en shinigami y llegar a Capitán de la Décima División en tiempo récord.
En su entrada a la 10° División, fue el tercero al mando del escuadrón y era dirigida por el capitán Isshin Shiba (el padre de Ichigo Kurosaki).

### Sociedad de Almas
La primera vez que vemos a Hitsugaya es en la reunión de Capitanes convocada a propósito de la intrusión de Ichigo Kurosaki, Yasutora Sado, Uryū Ishida, Inoue Orihime y Yoruichi Shihōin y en la que también se le piden explicaciones a Gin Ichimaru por haberse limitado a detenerlos en una de las puertas del Seireitei en lugar de haberlos eliminado. Zaraki Kenpachi y Mayuri Kurotsuchi discuten y Hitsugaya se muestra cansado por su disputa, que es zanjada por el comandante Yamamoto.
Cuando le piden explicaciones a Ichimaru suena la alarma en todo el Seireitei, motivando el fin de la reunión, Hitsugaya ve entonces como Aizen e Ichimaru intercambian insinuaciones nada agradables que lo hacen reflexionar.
La intrusión de los ryoka sigue su curso, no cesan en su empeño de rescatar a Rukia Kuchiki y entablan combates con todos los shinigamis que se encuentran. Ichigo Kurosaki derrota primero al tercer Representante de la Undécima División Madarame Ikkaku, y después al Subcapitán de la Sexta División, Renji Abarai, que es encontrado por el Subcapitán de la Tercera Iduru Kira y varios de sus hombres que lo conducen a la enfermería.
Allí es visitado por Hinamori, la Subcapitana de la Quinta y por el propio Kira, que se disponen a llamar al escuadrón médico pero el Capitán de la Sexta División Byakuya Kuchiki los interrumpe encomendando que sea encerrado por incompetente antes de irse, Ichimaru llega y se ocupa de llamar al escuadrón médico y se va junto con Kira. Hitsugaya aparece silenciosamente detrás de Hinamori para decir que Renji ha recibido una buena paliza, su amiga le reprocha haberla asustado cómicamente, pero Hitsugaya se pone serio para decir que tenga mucho cuidado con los miembros de la tercera División, especialmente con Ichimaru, ya que desconfía de ellos, sembrando la duda en Hinamori.
Posteriormente Hinamori descubre el cuerpo de Aizen empalado en un edificio con una Zanpakutô y grita desconsolada, al lugar acuden varios shinigamis de rango, cuando Hinamori ve a Ichimaru sonreír ante la escena recuerda la advertencia de Hitsugaya y decide atacarlo furiosamente pero es detenida por la espada de Kira. Hinamori está furiosa y libera su Zanpakutô llamada Tobiume, Kira también usa su shikai (Wabisuke) y cuando están a punto de entrechocar sus espadas son detenidos por Hitsugaya, que intercepta fácilmente ambos ataques y hace que los detengan a ambos.
Ichimaru se disculpa por la actuación de su Subcapitán a lo que Hitsugaya responde con la amenaza "Si haces que Hinamori vierta una sola gota de sangre, yo mismo te mataré". Ichimaru responde burlonamente y ambos se van, siendo Hitsugaya el encargado de informar a los demás Capitanes. Más tarde Matsumoto Rangiku le entrega una carta de Aizen a Hinamori por orden de su capitán. 
En el cuartel de la décima división, Matsumoto se duerme mientras Hitsugaya se ocupa del papeleo de la Quinta División (sin Capitán por la muerte de Aizen), Matsumoto le plantea sus dudas sobre la culpabilidad de Ichimaru Gin pero son interrumpidos por el Séptimo teniente de la División, Kōkichiro Takezoe que les informa de que los Subcapitanes Abarai, Hinamori y Kira han desaparecido de sus celdas. Ambos van a la celda en la que observan que la shinigami ha escapado por propia iniciativa ya que no sellaron su energía espiritual porque no creyeron que llegaría tan lejos.
Hitsugaya envía a Matsumoto delante mientras él va al encuentro de Ichimaru y Kira para salvar a Hinamori, allí Hitsugaya decide entablar combate con el Capitán pero en ese instante hace acto de presencia la misma Hinamori, que apunta con su espada a un sorprendido Hitsugaya para vengar la muerte de Aizen.
La carta de Aizen culpa a Hitsugaya tanto de querer apropiarse de la Doble Hoja en el momento de la ejecución de Rukia Kuchiki como de su propia muerte, además de pedirle como favor personal a Hinamori que acabe con su asesino, esta con lágrimas en los ojos alza su espada contra el Capitán y lo ataca, Hitsugaya trata de evitar herirla pero finalmente tiene que dejarla inconsciente, tras lo cual se dispone a enfrentarse a Ichimaru después de decirle que a Hinamori le han acabado por sangrar las manos.
Hitsugaya lleno de rabia libera su shikai (Hyōrinmaru) y ataca con fiereza a Ichimaru, que esquiva sus ataques, no obstante gracias al kunai de la empuñadura de su Zanpakutō, el Capitán logra congelar el brazo de su adversario, este no obstante libera su shikai (Shinsō) y dirige su ataque contra la indefensa Hinamori. Matsumoto intercepta con dificultad el ataque de Ichimaru y protege a Hinamori con su propia Zanpakutō a la vez que le recomienda al Capitán que baje su espada si no quiere luchar contra ella también, finalmente Ichimaru se va usando el shunpo. 
Hitsugaya lleva a Hinamori a la enfermería y le agradece su acto a Matsumoto, que tiene la espada agrietada y los brazos vendados por el impacto. En ese momento una mariposa infernal aparece comunicando que la ejecución de Rukia se ha adelantado y será en 29 horas, Hitsugaya toma entonces la decisión de detener la ejecución y se encamina junto a Matsumoto a la Cámara Central de los 46 no sin antes haber reforzado con ("Kidoh")la celda de Hinamori. Al llegar se horrorizan al ver a todos sus integrantes asesinados, cuando se pregunta lo que ha pasado Kira aparece para huir. Hitsugaya y Matsumoto lo persiguen pero cuando Kira advierte que Hinamori ha estado siguiéndolos el Capitán deja a Matsumoto la lucha con el Subcapitán y vuelve a la Cámara tan rápido como le es posible.
Allí encuentra estupefacto a Aizen y a Ichimaru, que bromean con su sorpresa hasta que se da cuenta de que Hinamori no está presente, usando en shunpo la descubre en una habitación posterior ensangrentada e inconsciente, al darse cuenta de que el Aizen que conocía se había valido de la confianza de todo el mundo para sus propios propósitos, decide atacar a Aizen y libera su bankai (Daiguren Hyōrinmaru) para atacar al Capitán, no obstante antes de poder hacer nada es derrotado fulminantemente por el shinigami y puesto al borde de la muerte debido a la hipnosis de la Zanpakutō de Aizen. La Capitana Retsu Unohana llega junto a su Subcapitana y descubre el engaño de Aizen, este muestra la habilidad de su Zanpakutō (Kyōka Suigetsu) y se va para extraer el Hōgyoku de Rukia Kuchiki. Finalmente lo consigue y huye a Hueco Mundo tras derrotar a varios shinigamis más junto a Ichimaru y el Capitán Tōsen Kaname. Mientras tanto Unohana se encarga de las heridas de Hitsugaya y Hinamori, que aún viven.

### Los Arrancar
Posteriormente Hitsugaya es enviado a Karakura por el Comandante Yamamoto como líder del equipo de apoyo al shinigami sustituto Ichigo Kurosaki, que se enfrentó solo a dos Arrancar de poder considerable (Ulquiorra Cifer y Yammy) y estará acompañado por Rangiku Matsumoto, Renji Abarai, Rukia Kuchiki, Madarame Ikkaku y Yumichika Ayasegawa. Rápidamente todos entran en el instituto de Karakura y buscan alojamiento, Hitsugaya y Matsumoto se van a casa de Inoue Orihime (aunque la personalidad austera y orgullosa del Capitán no le permite entrar). Esa misma noche un grupo de Arrancar comandados por el Sexto Espada Grimmjow Jeaguerjaques irrumpen en Karakura sin autorización de Aizen y entablan combate con las fuerzas del shinigami.
Hitsugaya y Matsumoto se enfrentarán a los Números Shawlong Koufang y Nakeem respectivamente. Al estar limitados en el mundo humano, ambos son derrotados por sus adversarios rápidamente. El Capitán logra sonsacarle información pero ni siquiera con su bankai logra hacerle nada y cuando el Arrancar libera su zanpakutō (Tijereta) este acaba gravemente herido. Finalmente la batalla se resuelve con la liberación del límite y la técnica Ryūsenka del Capitán.
Una vez restablecido de sus heridas e informado por el Comandante Yamamoto de los planes de Aizen acerca de la Ōken, el Hōgyoku y Karakura, Hitsugaya y su equipo entrenan para la guerra de invierno durante un mes, hasta que aparecen varios Arrancar de rango Espada, Grimmjow Jeaguerjaques, Luppi, Yammy y Wonderweiss Margera contra los que entablan combate inmediatamente. Tras un infructuoso combate ante Yammy usando su shikai, Hitsugaya intenta impedir que Luppi libere su zanpakutō con su bankai sin embargo Trepadora le derrota fulminantemente y se dedica a jugar con Ikkaku, Matsumoto y Yumichika pero con la ayuda de Kisuke Urahara Hitsugaya logra el tiempo necesario para reconstruir a Hyōrinmaru y contraatacar con su Sennen Hyōrō sobre el Espada y derrotarlo. Finalmente la misión de los Arrancar es un éxito ( Inoue es raptada en el Dangai por Ulquiorra Cifer) y se retiran a Hueco Mundo gracias a la Negación.
A la mañana siguiente Hitsugaya se preocupa por la batalla con los Espada, posteriormente va a buscar a Ichigo Kurosaki y todos se reúnen para recibir una transmisión en la que Ukitake y Yamamoto confirman la desaparición de Orihime Inoue y la dan por traidora, el Comandante rehúsa ayudar a un enfurecido Ichigo a llegar a Hueco Mundo y envía a los Capitanes Kenpachi Zaraki y a Byakuya Kuchiki para retirar el grupo de avanzadilla y acuartelarse en la Sociedad de Almas hasta el invierno, dejando a Ichigo solo.

### Hueco Mundo
Después de que Ichigo Kurosaki, Renji Abarai, Uryū Ishida, Rukia Kuchiki y Yasutora Sado desobedecieran las órdenes del Comandante y fueran sin permiso a Hueco Mundo, cuatro Capitanes (Byakuya Kuchiki, Zaraki Kenpachi, Retsu Unohana y Mayuri Kurotsuchi) son enviados tras ellos gracias a la estabilización dos meses antes de tiempo de la Garganta por parte de Kisuke Urahara, allí derrotan a varios Espada y rescatan a los compañeros del shinigami sustituto.
Posteriormente cuando Sōsuke Aizen encierra a los cuatro Capitanes y a sus aliados en Hueco Mundo cerrando sus Gargantas y se dirige a destruir Karakura, se revela que el Comandante Shigekuni Yamamoto-Genryūsai dio la orden a Kisuke Urahara y a los miembros de la División Doce de trasladar el pueblo de Karakura a un área alejada del Rukongai y poner a todos sus habitantes a dormir usando la Tenkaikezzu para así esperar al shinigami con todos los Capitanes restantes, entre los cuales está Hitsugaya. Aizen se da cuenta de esto y convoca a sus tres Espada más poderosos Stark, Harribel y Barragán junto a sus fracciones para librar la batalla por la Ōken.

### La Batalla por Karakura
Los Capitanes planean concentrarse en Sōsuke Aizen una vez hayan acabado con los Espada, para ello Shigekuni Yamamoto-Genryūsai libera su shikai y utiliza su técnica Jōkakū Enjō para aislar a Aizen, Gin Ichimaru y Kaname Tōsen. A pesar de esto Aizen confía en la victoria de sus Espada. En lugar de Aizen, el anciano Barragan Luisenbarn toma el control de las fuerzas y lanza un ataque sobre los pilares que mantienen la falsa Karakura. No obstante Shūhei Hisagi, Ikkaku Madarame, Yumichika Ayasegawa, Iduru Kira y finalmente Sajin Komamura acaban con la amenaza a pesar de perder el pilar protegido por Ikkaku.
Tras el fracaso de parte de la Fracción de Barragan para intentar eliminar a los que custodian los pilares, la verdadera batalla comienza. Mientras Rangiku Matsumoto se enfrenta a la Fracción de Tier Halibel, Hitsugaya ataca a la Espada directamente. Poco después, cuando Momo Hinamori aparece para ayudar a Matsumoto, un preocupado Hitsugaya tiene una perturbación en su poder que es incluso percibida por su adversaria. Cuando la Fracción de Harribel es derrotada al completo por el Comandante Yamamoto, esta muestra su rango de Tercera Espada y su verdadera apariencia, al sentir el peligro Hitsugaya libera su bankai (Daiguren Hyōrinmaru); el arrancar libera su zanpakutō (Tiburón) tras comprobar que su poder no responde a sus expectativas y corta en dos al capitán de un solo golpe, no obstante el cuerpo del shinigami resulta ser un señuelo reservado para ocasiones especiales. Hitsugaya está en perfecto estado y el combate se reanuda con ataques de agua y hielo respectivamente. Conforme avanza el combate, el shinigami advierte que ambos esperan que el agua llene la zona de combate para acabar con el otro y tras observar el límite de tiempo de su bankai, se decide a utilizar su técnica definitiva (Hyōten Hyakkasō) pero el esfuerzo del joven capitán se echa a perder al llegar Wonderwice Margera y con solo soplar, libera a Halibel de su prisión de hielo.
La llegada de los Visored al campo de batalla deja sorprendido al capitán ante la demostración de los poderes de los antiguos shinigamis y el uso de sus máscaras hollow. Cuando Lisa e Hiyori disponen a enfrentarse contra Tía Harribel, este le pide a Hiyori que se encargue de ellas, ya que quiere enfrentarse directamente contra Aizen, a lo que Hiyori se niega llevando a ambos a discutir, mientras Lisa decide enfrentarse directamente y en solitario contra la Tercera Espada.
Al llegar Ichigo a Karakura, Hitsugaya interviene junto a otros capitanes y los Visored, para evitar que Ichigo vea a Kyoka Suigetsu, la Zanpakuto de Aizen. Después de eso, ataca rápidamente a Aizen, quien le dice que fue un ataque apresurado, y que le falta la experiencia que da la vida. Él recuerda que Aizen le dijo que tenía una espada sin odio y sin alas, y que una espada abandonada por el sentido de la responsabilidad nunca lo alcanzaría. Le dice que una espada no solo carga responsabilidad, también la representa; eso es ser un capitán. Al mencionar Aizen a Hana, Hitsugaya enfurece y libera su bankai, dispuesto a hacer trizas a Aizen. Hitsugaya dice que una espada con odio no debería ser la de un capitán entonces que si le derrota renunciara a su puesto de Capitán del Gotei, cuando se dispone a atacar a Aizen, Ichimaru aparece y le advierte que Kyoka Suigetsu no es la mayor habilidad de Aizen. Este detiene los furiosos embates de Hitsugaya y los certeros golpes de Kyōraku sin apenas pestañear, tras lo cual se enfrenta al bankai de Hitsugaya y a las fuerzas combinadas de Komamura y de Love. Una vez más, Aizen resulta totalmente indemne y decide, según sus propias palabras, explicar qué es lo que significa el verdadero "poder" a Komamura, destruyendo su enorme bankai y a este con él, para después enfrentarse a un mismo tiempo a Love y a Rose, a los que también derrota. Después de abatir a Lisa Yadōmaru, Aizen se encara con Suì-Fēng, neutralizando su letal técnica de Nigeki Kessatsu, pero ese momento es aprovechado por Kyōraku para volver a herirle. Seguidamente, y a consecuencia del efecto del shikai de Hirako, Aizen es alcanzado por Hitsugaya, quien le atraviesa desde atrás el pecho con su Zanpakutō. 
Sin embargo, el Aizen que ha llegado a ser gravemente herido por los capitanes ha sido una ilusión proyectada por Kyōka Suigetsu. En la realidad, y tal y como un horrorizado Ichigo no tarda en señalar a sus aliados, Hitsugaya ha atravesado el cuerpo de su amiga Momo Hinamori, por quien Aizen había cambiado posiciones, logrando asestar de la forma más cruel posible un tremendo golpe emocional a las fuerzas de la Sociedad de Almas, especialmente a Hitsugaya quien grita horrorizado ante la atrocidad que acaba de cometer sin querer. A continuación, un Hitsugaya poseído por la furia arremete con frenesí contra Aizen pese a las advertencias de Kyōraku, y el propio Aizen señala que todos sus contrincantes acaban de dejar una apertura en sus defensas, y lo demuestra dejando fuera de combate de forma simultánea a cuatro capitanes Shinigamis (Hirako, Kyōraku, Suì-Fēng e Hitsugaya).

### Saga del Agente Perdido
Cuando Ichigo recupera sus poderes después de ser empalado por Rukia con la espada especialmente diseñada por Urahara, Kugo Ginjo se burla de la situación diciendo que él ha robado todos los poderes de Ichigo, y no hay manera de que Rukia pudiera lograr esto sola. 
Sin embargo, Renji aparece interviniendo revelando su presencia y la de otros shinigamis, incluyendo a Toshiro Hitsugaya, quién estaba observando la situación. Renji explica que todos ellos han dado algo de su reiatsu a la espada antes de que Rukia empalara a Ichigo, permitiéndole así recuperar sus poderes. 
Posteriormente tras explicarle más a Ichigo que la razón para que sus poderes Shinigami le fueran devueltos era principalmente para saldar la deuda que tenían con él por haberlos ayudado en el pasado, Hitsugaya le dice a Ichigo que la verdadera razón tras la devolución de sus poderes era para informarle de la existencia del primer Shinigami Sustituto de la historia que misteriosamente desapareció sin dejar rastro: Ginjo Kugo. 
Hitsugaya le dice a Ichigo que la Insignia que le fue entregada, fue creada especialmente para Ginjo, que luego contaría los detalles pero que primero debían encargarse de ese hombre. 
La batalla comienza luego que Ichigo cree haberlos derrotado a todos pero fue una mera ilusión del poder de Yukio, Madarame ataca a Yukio desde detrás diciendo que si sigue vivo solo hay que volver a matarlo pero esa también era otra ilusión. 
Detrás de Madarame aparece el Fullbring de Yukio pero es destruido por Hitsugaya quien le dice a Madarame que se concentre, Yukio lo elogia pero Toshiro le dice que no se moleste. En el momento en que todos son separados, Hitsugaya se queda Junto a Yukio para luchar contra él. 
En la batalla Yukio comienza a atacar al Capitán con varios misiles, Hitsugaya dice que no sabe que ocurre pero supone estar dentro de su habilidad, rápidamente corta los misiles a la mitad mientras causa una gran explosión. 
Mientras sigue corriendo logra ver una especie de salida o pantalla que termina siendo destruida por el Shikai del Capitán. Yukio aparece en una pantalla más tarde diciéndole que no estaba buscando a su "Yo Real" y que si para que lo hiciera debía decirle que "La Vida de esa mujer estaba en peligro" a lo que Hitsugaya responde diciéndole que le había tocado el más aburrido de todos.
El joven capitán ataca a Yukio por detrás congelándole todo el cuerpo excepto el brazo con el cual no sostenía el Fulbring y la cabeza luego Yukio le dice que es un idiota por tratar de matarlo para después salvarlo a lo que luego el miembro de Xcution se libra del Iceberg de Hitsugaya tratando de matarlo pero Toshiro sin mucha dificultad lo vuelve a congelar pero esta vez en un Iceberg de mayor tamaño. 
Yukio le pide que le perdone la vida a lo que el capitán responde que no le importa su vida ni que los dos murieran si lo mataba luego le dice que desaparezca la sala en 5 segundos y bajo esa condición Yukio salvaría su vida. 
Posteriormente, Yukio cierra la sala de chat, y Hitsugaya se reúne con los otros Shinigami, trayendo a un congelado Yukio con él. Al ver a Byakuya con Rukia inconsciente, le pregunta si ella está bien, Yukio le dice que él no sabe lo que pasó con su oponente, y que sólo conoce sus poderes básicos. 
Hitsugaya le exige a su vez que desactive la última dimensión de bolsillo, pero Yukio le responde que es incapaz de hacerlo. Junto con los otros capitanes, observa como Ichigo rompe la dimensión de bolsillo restante con su Bankai. 
Cuando Hitsugaya y los otros shinigami se disponen a marcharse, Byakuya le recuerda a Rukia que solo se les encargo observar como Ichigo tomaba su decisión. 
Hitsugaya le dice que los capitanes sabían que si un nuevo shinigami sustituto aparecía, Kūgo se interesaría en él y que ellos habían acordado usar a ese shinigami sustituto para atraer a Kūgo y deshacerse de ambos. Sin embargo, cuando se encontraron con Ichigo, la Sociedad de Almas cambio compartiendo su poder para restaurar sus poderes y vigilarlo en vez de matarlo. 
Tōshirō le recuerda a Rukia su reacción cuando le dicen que observara a Ichigo y reconoce que ella estaba en lo cierto acerca de él. 
Hitsugaya expresa que se alegra de que Ichigo fuera el que siguiera a Kūgo. Posteriormente cuando Ichigo llega a la Sociedad de Almas para solicitar la devolución del cuerpo de Kūgo Ginjō, Hitsugaya es informado de su llegada y es uno de los capitanes presentes para escuchar la petición del joven Shinigami Sustituto. 
En el anime después de oír que Ichigo continuara siendo un Shinigami Sustituto, Hitsugaya se alegra con expresión de alivio al oír sus palabras. Más tarde, mientras Ichigo vuelve al Mundo Humano, Hitsugaya se reúne con Hinamori, notándose feliz de que su amiga este bien, pero después de eso es empujado por los pechos de Matsumoto que aparece sorpresivamente detrás de él, cayendo sobre Hinamori. 

### Saga de la Guerra Sangrienta de los Mil Años
Tōshirō hace su aparición en esta saga junto al resto de los capitanes en la reunión de emergencia de capitanes convocada por el mismo Shigekuni Yamamoto-Genryūsai, tras la muerte del teniente de la Primera División, Chōjiro Sasakibe a manos del Wandenreich y la declaración de guerra de la misma organización, Yamamoto les informa a los capitanes que se preparen para la guerra con un tono de total seriedad, más tarde el capitán de la duodécima división Mayuri Kurotsuchi, informa que los enemigos Vandenreich son en realidad Quincy, tras la reunión Tōshirō se retira junto al resto de los capitanes a prepararse para la invasión. 
Tras comenzar la invasión, Toshiro parte al campo de batalla junto a los Capitanes, Syunsui Kyōraku, Jushiro Ukitake, Byakuya Kuchiki, Shigekuni Yamamoto-Genryūsai, Rojuro Otoribashi, Sui-Feng, Sajin Komamura y los tenientes Shuhei Hisagi y Renji Abarai. Antes de llegar al campo de batalla Tōshirō es interceptado por un miembro del Stern Ritter al igual que los demás Capitanes. 
Tras comenzar su batalla contra el Stern Ritter, Matsumoto aparece para ayudar a su Capitán, después de esto Toshiro decide usar su Bankai para que el Stern Ritter lo sellara y así Matsumoto aprovechara esa oportunidad para atacar. 
Tras esto Tōshirō, junto a Byakuya, Komamura y Suì-feng liberan su Bankai, pero su estrategia fue derrotada debido a que los Stern Ritter no sellan el Bankai, sino más bien lo roban, según la teoría de Byakuya, tras esto, el Bankai de Tōshirō, junto a los de Sui-Feng, Komamura y Byakuya son robados por sus oponentes Quincy. 
Luego de ver que su Bankai fue robado, Hitsugaya sorprendido y angustiado mira fijamente a su Zanpakutō y le ordena que le responda, mas esta parece estar vacía. Es en ese momento que sale inmediatamente de su estado de shock y le ordena rápidamente a Matsumoto que use el Tenteikūra para advertir a los demás capitanes sobre las habilidades de los Quincy y que no usen sus Bankais. 
En el momento en que el departamento de Investigación y Desarrollo anuncian de la venida de Ichigo en auxilio a la sociedad de almas, Hitsugaya escucha la noticia con seriedad y en silencio. Al poco tiempo, Tōshirō y Matsumoto sienten la furia del capitán Yamamoto en el campo de batalla. Lo que los llena de esperanza para continuar su enfrentamiento contra Cang Du que robo Hyōrinmaru. 
Cuando Yamamoto libera su Bankai, Zanka no Tachi, el Stern Ritter que está usando el Bankai de Hitsugaya nota que su hielo empieza a evaporarse. Tōshirō entonces comenta que el agua en la Sociedad de Almas está desapareciendo lentamente y por lo tanto su Hyōrinmaru ya no puede ser utilizada. 
Al momento en que el cuerpo del Capitán General Yamamoto es desmembrado y destruido por Yhwach, Hitsugaya queda impactado al sentir que el líder del Gotei 13 ha fallecido. Luego Tōshirō junto a otros shinigami sienten la presencia de Ichigo, quien finalmente ha llegado la Sociedad de Almas. 
Tras el retiro del Vandenreich, Hitsugaya está presente en una reunión junto a varios capitanes, por la pérdida del Capitán de comandante. A pesar de los conflictos y discusiones entre algunos de sus compañeros, Tōshirō se mantiene en silencio observando lo que ocurre. Después él y los otros capitanes se reúnen fuera del Seireitei para presenciar la llegada de la Guardia Real. 
Cuando la División Cero regresa al Reiōkyū, Hitsugaya se da cuenta de que no puede lamentarse por la pérdida de su Bankai y debe seguir adelante, por lo que asiste a la Academia Shinō para entrenar nuevamente en los aspectos básicos del Zanjutsu.
Cuando la segunda invasión comienza nuevamente, Tōshirō Hitsugaya es visto junto con su teniente Rangiku Matsumoto, el capitán detiene las llamas de uno de los enemigos congelándolas con su shikai, Bazz-B resulta ser dicho enemigo, y él había tratado de quemar a esos shinigami que le impedían su paso. Tōshirō Hitsugaya le confirma a Bazz-B que sus propias llamas no podrán vencer atravesar su pared de hielo. Cuando da su batalla el quincy, se da cuenta de que su enemigo shinigami es aquel al que Cang Du le robó su Bankai durante la primera invasión, Bazz-B le llama Capitán Frigo, haciendo referencia a su habilidad, tras eso Toshiro aclara que es el Capitán de la Décima División, a lo que el Quincy responde con que él es el Sternritter "H", The Heat, Bazz-B le dice que al parecer son buenos rivales debido a que él manipula el fuego mientras que su oponente el hielo, el Capitán le responde que le ha quitado las palabras de la boca. Bazz-B crea una gran corriente de llamas desde sus puños y procede a atacar a Tōshirō. Bazz-B alega que el hielo que el Capitán maneja es bastante fino, afirmando que sus llamas lo derriten en solo instantes y que empieza a hacer bastante calor en el campo de batalla. Tōshirō choca con bazz-B y ambos provocan una explosión, Bazz-B se encuentra parado en el suelo y observa a Tōshirō, quién esta en el aire produciendo más hielo para atacar a Bazz-B su oponente se burla de sus poderes ya que los considera un chiste. 
La teniente de Tōshirō aparece y le avisa que los soldados ya han sido evacuados, Tōshirō le responde que resulta muy difícil mantener a Bazz-B a raya. Luego le pregunta por qué pone esa cara burlona, ella responde que a pesar de que el haya perdido su bankai, ella lo considera que ha sido bueno después de todo, ya que para ella valoriza serle útil a él, Tōshirō no hace más que sonrojarse y la reprocha, entonces su teniente responde que ya va y procede a activar su shikai, ella llama a la tática que van a emplear "pasta escamosa", y Tōshirō comenta que no recordaba que a si se llamase el nombre del plan. 
El capitán encierra al quincy en un muro de hielo al vacío su oponente se da cuenta de que no puede derretirlo, Hitsugaya le explica que es porque está encerrado en hielo al vacío, le explica que las cenizas que esparció su teniente son las que crearon varias capas y que con su Zanpaku-tō logró cubrirlas con una fina capa de hielo y enseña, según piensa el, que es la única Zanpaku-tō de capitanes que no tiene tanta diferencia de poderes en bankai y shikai, solo existe la brecha de cantidad de hielo que producen ambas. El Capitán explica que esa era la principal razón de su entrenamiento, pero por la lucha con Bazz-B afirma que su preocupación ha sido en vana, Bazz-B se enfurece y trata de atacarlo, sin éxito, Hitsugaya le repite que es en vano seguir intentando derretir el hielo, y procede a abrir un agujero en el hielo donde mete su espada, para poder atravesarlo, entonces el hielo empieza a juntarse alrededor de su Zanpaku-tō, Tōshirō expresa que quire ver que tan profundo puede cortar una Zanpaku-tō de hielo al vacío, y luego procede a cortar a distancia a Bazz-B lográndole alcanzar puntos vitales. Toshiro junto a Matsumoto, se alegran por haber vencido a Bazz-B, generando una gran confianza a los demás shinigamis, y al ver una explosión donde se encuentra Suì-Feng se alegran pues creen que deben ir a ayudar a otros capitanes, pero se dan con la sorpresa de que Bazz-B está vivo. Toshiro queda mirando a Bazz-B cuando este se queja porque su capa fue cortada,  posteriormente Bazz-B le dice que los tres Stern Ritters que fueron atacados por Yamamoto están vivos, ya que sus llamas contrarrestaron a la del excapitán Comandante, generando un sorpresa en Toshiro, a lo que le dice a Rangiku retirada, para que se puedan reorganizar, atacándolo y generando un bloque con su Ryohjin Hyouheki, haciendo una barrera de hielo, lo cual es fácilmente destruida por Bazz-B utilizando solamente el poder de uno de sus dedos y atravesando a Hitsugaya. Posteriormente un malherido Hitsugaya trata de huir de Bazz-B haciendo ataques no muy efectivos contra el quincy, luego hace un atque de niebla pero es fácilmente destruida por Bazz-B, en eso Toshiro crea una trampa llamada Rokui Hyoketsujin en la cual trata de encierra al quincy en un pequeño espacio, esto no funciona ya que es destruido con suma facilidad por el Stern Ritter, Bazz lo ataca con dedo quemados 2, generando un gran explosión de fuego dejando a inconsciente a Toshiro, justo cuando  Bazz-B iba a matarlo aparece Cang Du para decirle que será el quien acabe con el ya caído Capitán. Toshiro queda algo sorprendido al ver a Matsumoto herida, y también observa como Cang Du usa su bankai, luego de las explicaciones de Kisuke sobre la píldora que evita el robo de bankais y también para los que le han robado el bankai, Toshiro toca la píldora provocando una gran herida en el Stern Ritter que le robo su bankai.
Lo que genera que el Quincy empiece a perder el poder del Bankai de a poco y que su anterior dueño comience a recuperarlo, sorprendiendo al Sternritter y preguntándole cómo lo hizo, a lo que Toshiro le responde que quizás solo quiere volver en tanto Cang le responde que no lo subestime y procede a atacarlo pero ningún ataque parece afectar al ya herido Capitán, Hitsugaya muestra la nueva forma que adquiere su Bankai después de haber tocado la píldora de Hollowficación, Cang queda realmente muy sorprendido por el aspecto del Capitán y también porque ha perdido las alas de hielo del Bankai, y utiliza su Shejin Zao (Fuerza de las Garras de la Serpiente) pero el ataque es simplemente apartado por el tremendo poder de Hyorinmaru hollowficado congelando al Sternritter en un pentagrama en forma de estrella. Tras haber utilizado este poder el Capitán simplemente se desmaya.
Poco tiempo después durante la lucha entre Mayuri Kurotsuchi y el Stern Ritten Giselle Gewelle, Hitsugaya reaparece para sorpresa de los presentes, pero de la manera menos esperada al aparecer vestido con los atuendos propios del Vandenreich y su piel oscurecida debido a que ha sido controlado por la habilidad especial de Giselle, The Zombie. Apenas entra en escena, Hitsugaya ataca sin inmutarse a Ikkaku congelándole una pierna y luego apuñalándolo. Yumichika intenta bloquear un segundo ataque de Hitsugaya pero este lo corta transversalmente dejándolos a ambos gravemente heridos. Luego centra su atención en Mayuri. Giselle comenta que, cuando Hitsugaya estaba al borde de la muerte, utilizó su propia sangre para controlar su cuerpo, dándose a prever que aparentemente Histugaya está muerto. Mayuri decide detener a Toshiro por el bien de la Sociedad de Almas por lo que decide inyectarle la droga sin que él se dé cuenta haciéndolo repetir constantemente la misma batalla enfureciendo a un zombi Hitsugaya, finalmente logra inyectarle la droga haciendo que Toshiro de un grito mientras Mayuri lo mira con una enorme sonrisa.
Más adelante se descubre que el Capitán del escuadrón 12 llevó en una cápsula a Tōshirō al Palacio del Rey y lo curó de la zombificación por parte del Quincy. Hitsugaya agradece a Mayuri por haberlo curado y se dirige a la batalla. Después aparece deteniendo la batalla de Gerard Valkyrie contra los Visored Risa Yadōmaru, Hachigen Ushōda, Hiyori Sarugaki y Love Aikawa; congelando el brazo del Quincy, él le dice que no puede dejar que destruya toda el área y que permanezca congelado eternamente.
Después de presentarse tanto Hitsugaya como Gerard, este último irónicamente le pide que sean amigos y ataca al Capitán. Hitsugaya lo esquiva fácilmente y acto seguido libera su Bankai, golpeando fuertemente al Quincy.
Tōshirō trata de derrotar a Gerard pero en su intento de hacerlo intervienen Byakuya Kuchiki y Kenpachi Zaraki quienes deciden enfrentar al Quincy pero Zaraki es quien decide quedarse con todo la batalla sin embargo el poder de Gerard obliga a Zaraki a liberar su Bankai que se encontraba escondido, Zaraki se vuelve un completo monstruo con su temible poder dándole batalla al Quincy, quien es derrotado pero esto no es el fin para Gerard quien decide usar su Vollständing para volverse más fuerte y finalmente Gerard derrota a Zaraki, entonces Byakuya y Tōshirō enfrentan al Quincy pero nada pueden hacer entonces Tōshirō decide mostrar su último poder cuando el último de sus pétalos es destruido, el cual consiste en tener el tamaña de un gigante y su cara también tiene un cambio completamente más juvenil. Tōshirō logra llamar la atención del Quincy, quien confirma que el nuevo aspecto del Capitán lo vuelve más fuerte, además Gerard procede a atacarlo pero Tōshirō le advierte que nada funcionar y procede a congelar no solo su escudo sino su poderosa espada por lo que obliga al Quincy a utilizar un técnica antigua que falla en el intento ya que es congelado pero el Quincy logra destruir el hielo y sujeta a Tōshirō con sus enormes manos pero Tōshirō vuelve a congelarlo y esta vez Byakuya interviene usando su Shikai para ponerle fin al enorme y poderoso Quincy.
A pesar de haber unido sus fuerzas Tōshirō, Byakuya y Kenpachi nada hizo efecto ante el poder eminente del Quincy que logra regenerarse y volver entre las cenizas sin ningún rasguño, dejando sorprendidos a los capitanes.

## Poderes
Al ser un capitán del Gotei 13 a tan corta edad, Hitsugaya ha sido considerado como un prodigio entre muchos capitanes y otros miembros del Gotei 13. Hitsugaya se ha destacado en muchas artes básicas de un Shinigami y ha logrado perfeccionarlas:
- Gran Velocidad y Agilidad: El Shunpo o paso flash de Hitsugaya es muy bueno tanto como para ser considerado como uno de los más rápidos del Gotei. Su velocidad es muy buena en comparación con otros shinigamis. Hitsugaya tiene un gran dominio con su espada y es muy ágil al blandirla, su Bankai le permite volar y maniobrar en los aires y así ser aún más rápido y ágil en el combate.
- Gran energía espiritual: Como Capitán, tiene una de las 13 fuerzas espirituales más grandes de la Sociedad de Almas, y también es capaz de localizarlas con eficiencia.
- Conocedor de Kidō: También maneja eficientemente las artes Kidō, como demuestra al proteger la estancia de Momo Hinamori con un Bakudō. Es capaz de usar conjuros de nivel inferior a sesenta sin realizar el encantamiento.
- Gran capacidad de aprendizaje: A su corta edad ya ha sido capaz de desarrollar su Shikai y de lograr su Bankai (Aunque imperfecto, tiene límite de tiempo pues su juventud le impide mantenerlo más, a pesar de su gran reiatsu), además de haber desarrollado sus habilidades y cualidades como Shinigami.

## Zanpakutō
El Capitán apenas ha usado su Zanpakutō en su forma sellada. Esta es una katana normal, con una forma estrellada en su empuñadura, lleva la vaina a su espalda sujeta por una cinta. Se sabe que la forma materializada de su Zanpakutō es un enorme dragón de hielo muy similar a la forma que adopta Hitsugaya con su bankai. En una temporada exclusiva del Anime (La rebelión de las Zanpakutō) se muestra una forma alternativa materializada, que consiste en un hombre de cabello azul hielo y largo, con una cicatriz azul en forma de X en medio del rostro, vistiendo un kimono también azul.

### Shikai:Hyōrinmaru
El nombre de su zanpakutō es Hyōrinmaru (氷輪丸?  Anillo de Hielo).
El shikai de Hitsugaya se activa con el comando Reina sobre los cielos helados Hyōrinmaru (霜天に坐せ?  Sōten ni zase). Al liberarla, la espada aumenta su longitud, y de su empuñadura surge una larga cadena acabada en una cuchilla en forma de luna creciente, que puede extender su longitud para atrapar o atacar al enemigo.
La habilidad especial de Hyōrinmaru es la de manipular y controlar el hielo. Al realizar un corte con la espada, esta crea un gran dragón chino de hielo y agua, que se mueve a una alta velocidad congelando todo lo que toca. Histugaya puede crear fácilmente varios dragones al mismo tiempo para atacar al enemigo desde varios ángulos, o dirigir el hielo al suelo para crear una corriente de hielo que atrapa y congela al enemigo. Asimismo, la cadena y cuchilla que surgen de la empuñadura tienen también capacidades congelantes.
Sin embargo, la habilidad más básica, pero también la más potente de Hyōrinmaru es la conocida como Tensō Jūrin (天相従臨?  Subyugación de los Cielos), que le permite controlar el clima cercano, o más concretamente el agua de la atmósfera. La habilidad puede ser usada también en su bankai, pero Hitsugaya afirma que este aspecto de sus poderes aún está madurando, y que prefiere no utilizarla en su bankai debido a que no está seguro de que podría evitar afectar también a sus aliados.

### Bankai:Daiguren Hyōrinmaru
El nombre de su bankai es Daiguren Hyōrinmaru (大紅蓮氷輪丸, "Gran Loto Rojo, Círculo de Hielo"?), en el que una gran cantidad de hielo surge de Hyōrinmaru y cubre el cuerpo de Hitsugaya, dotándole de alas, cola y lo recubre con una capa de hielo en las extremidades, la boca del dragón y su cuello recorren su mano izquierda. También aparecen cuatro flores de hielo con cuatro pétalos que flotan a su espalda.
En este estado es capaz de volar con las alas y replegarlas como protección, además de descargar potentes ataques con su espada o cola, que desencadenan poderosas solidificaciones de hielo. Así mismo también es capaz de lanzar un potente dragón de hielo moviendo su espada, o manipular el agua para convertirla en hielo y moldearlo a su gusto para defenderse o atacar. Se puede considerar toda el agua de la atmósfera como su arma.
Su bankai puede reconstruirse rápidamente si tiene agua cerca, también puede usar el hielo para sellar momentáneamente sus heridas y así soportar más el ritmo del combate. El Capitán también es capaz de crear un clon de hielo de sí mismo para evadir un golpe realmente grave, sin embargo sólo es capaz de realizarlo una vez por combate y prefiere reservarlo para ocasiones realmente importantes.
A pesar de la gran versatilidad de su bankai, está incompleto debido a su corta edad. Únicamente en una de sus luchas las flores no aparecen al utilizar su bankai, debido al hecho de que en ese momento su poder estaba limitado hasta el 20% de su verdadero poder.
Las técnicas que Hitsugaya ha nombrado hasta el momento son las siguientes:
- Ryūsenka (竜霰花?  Flor del Dragón de Hielo): tras atravesar a su objetivo con la espada, ésta genera una explosión de hielo que congela al enemigo dentro de un bloque de hielo, que Hitsugaya procede a destruir, y al enemigo con él.
- Sennen Hyōrō (千年氷牢?  Prisión Milenaria de Hielo): crea innumerables pilares de hielo que rodean a su rival y a una orden suya convergen, aprisionando y aplastando a su adversario. Como contrapartida, esta técnica requiere mucho tiempo de preparación, durante el que Hitsugaya es incapaz de atacar.
- Guncho Tsurara (群鳥氷柱?  Bandada de Carámbanos): esta técnica transforma cualquier formación de hielo cercana en múltiples dagas de hielo que Hitsugaya dirige contra su enemigo con un movimiento de su espada.
- Hyōryū Senbi (氷竜旋尾?  Cola Giratoria del Dragón de Hielo): tras acumular su energía espiritual en la espada, Hitsugaya la mueve en un amplio arco, creando una enorme ola de hielo en forma de luna creciente.
- Zekku (絶空?  Corte del Vacío): esta técnica permite a Hitsugaya manipular la dirección en la que se mueve su Hyōryū Senbi y dirigirlo contra el enemigo.
- Hyōten Hyakkasō (氷天百華葬?  Funeral del Cielo Congelado de las Cien Flores): la técnica más poderosa de Hitsugaya, tras manipular el clima y oscurecer los cielos utilizando Tensō Jūrin, una gran cantidad de nieve cae desde el cielo. Cada copo que impacte en su enemigo se transforma en una flor helada, congelando y envolviendo al enemigo en un enorme obelisco helado.